# Securitate (informatică)
Securitatea informatică sau securitatea cibernetică este o ramură a informaticii care se ocupă cu identificarea riscurilor implicate de folosirea dispozitivelor informatice, cum sunt calculatoare, smartphone-uri, dar și rețele de calculatoare atât publice cât și private, și cu oferirea de soluții pentru înlăturarea lor.

## Acțiuni internaționale
Există multe echipe și organizații diferite, inclusiv:
- Forumul de răspuns la incidente și echipele de securitate (FIRST) este asociația globală a CSIRT-urilor.[1] SUA-CERT, AT&T, Apple Inc., Cisco Systems, McAfee, Microsoft sunt toți membrii acestei echipe internaționale.[2]
- Consiliul Europei ajută la protejarea societăților din întreaga lume de amenințarea criminalității informatice prin Convenția privind criminalitatea informatică.[3]
- Scopul Grupului de lucru anti-abuz pentru mesagerie (MAAWG) este de a reuni industria de mesagerie pentru a lucra în colaborare și pentru a aborda cu succes diferitele forme de abuz de mesagerie, cum ar fi spamul, virușii, atacurile de refuz de serviciu și alte exploatări de mesagerie.[4] Orange SA, Facebook, AT&T, Apple Inc., Cisco Systems, Sprint sunt câțiva dintre membrii MAAWG.[5]
- ENISA: Agenția Europeană pentru Securitatea Rețelelor și Informațiilor (ENISA) este o agenție a Uniunii Europene cu scopul de a îmbunătăți securitatea rețelelor și informațiilor în Uniunea Europeană.

### Europa
La 14 aprilie 2016, Parlamentul European și Consiliul Uniunii Europene au adoptat Regulamentul general privind protecția datelor (GDPR) (UE) 2016/679. GDPR, care a devenit aplicabil începând cu 25 mai 2018, prevede protecția datelor și confidențialitatea tuturor persoanelor din Uniunea Europeană (UE) și Spațiul Economic European (SEE). GDPR impune ca procesele comerciale care gestionează datele cu caracter personal să fie construite cu protecția datelor prin proiectare și implicit. GDPR solicită, de asemenea, ca anumite organizații să numească un responsabil cu protecția datelor (DPO).